# Thàn mát lá ráp
Thàn mát lá ráp (danh pháp khoa học: Padbruggea dasyphylla) là một loài thực vật có hoa trong họ Đậu. Loài này được Friedrich Anton Wilhelm Miquel miêu tả khoa học đầu tiên năm 1855 dưới danh pháp Padbruggea dasyphylla. Năm 1994, Anne M. Schot chuyển nó sang chi Callerya. Năm 2019, Compton et al. phục hồi lại chi Padbruggea và chuyển nó trở lại chi này trong vai trò của loài điển hình của chi.

## Phân bố
Loài này có tại Indonesia (Borneo: Kalimantan, Java, Sumatra), Malaysia (bán đảo Mã Lai, Borneo: Sarawak), Thái Lan và có thể có ở Việt Nam.